# Cop d'estat al Brasil de 1964
El Cop d'Estat al Brasil de 1964 va ser un cop d'Estat contra el president João Goulart per militars brasilers amb el suport del govern dels Estats Units la nit del 31 de març de 1964. Els militars ho anomenaren com a "Revolució de 1964".

## Antecedents
Triat com a vicepresident de Jânio Quadros, João Goulart - també conegut com a «Jango» - hauria d'accedir a la presidència després de la renúncia de Quadros, ocorreguda el 25 d'agost de 1961, segons la Constitució vigent a l'època, promulgada en 1946. No obstant això, João Goulart es trobava, com a representant del govern brasiler, en un viatge diplomàtic a la República Popular de la Xina. Militars llavors van acusar Jango de ser comunista i li van impedir d'assumir el seu lloc com a mandatari en el règim presidencialista.
Després de moltes negociacions, liderades principalment pel cunyat de Jango, Leonel Brizola, a l'època governador de Rio Grande do Sul, els simpatitzants de Jango i l'oposició al Congrés van acabar fent un acord polític, i per més de 230 vots favorables (234 en la primera volta i 233 en la segona volta) van decidir un acord polític pel qual es va crear el parlamentarisme, amb el poder de Goulart reduït, encara que mantenint el rang de Cap d'Estat, mentre el Cap de Govern seria un primer ministre. El 2 de setembre de 1961 Brasil es transforma en una democràcia parlamentària.
Segons l'esmena constitucional que va crear el parlamentarisme brasiler, tots els actes del President de la República haurien de ser referendats pel primer ministre. El president passava a ser triat pel Congrés Nacional, i ja no directament pel poble. A més, l'esmena limitava les possibilitats de dissolució del Congrés pel President de la República.
El primer primer ministre brasiler va ser Tancredo Neves, que va assumir el poder el 7 de setembre de 1961, el mateix dia en què João Goulart va assumir com a president sota el nou règim. Tancredo Neves va ser succeït per Francisco Brochado da Rocha el 1962 i després per Hermes Lima.
Malgrat haver elaborat propostes per desenvolupar l'economia i combatre el dèficit públic i la inflació, el règim parlamentari no permetia que Goulart aconseguís aprovar propostes, per falta d'una coalició política consistent. A causa de l'insuccès del parlamentarisme, es va anticipar un plebiscit per la qual la població hauria de dir si continuava el règim parlamentari o si el sistema presidencialista hauria de ser restablit. El 1963 la població va recolzar amb majoria la volta del presidencialisme, i Goulart va passar a defensar reformes en l'economia que permetrien una millor distribució de la renda, que van ser conegudes com les Reformes de Base.

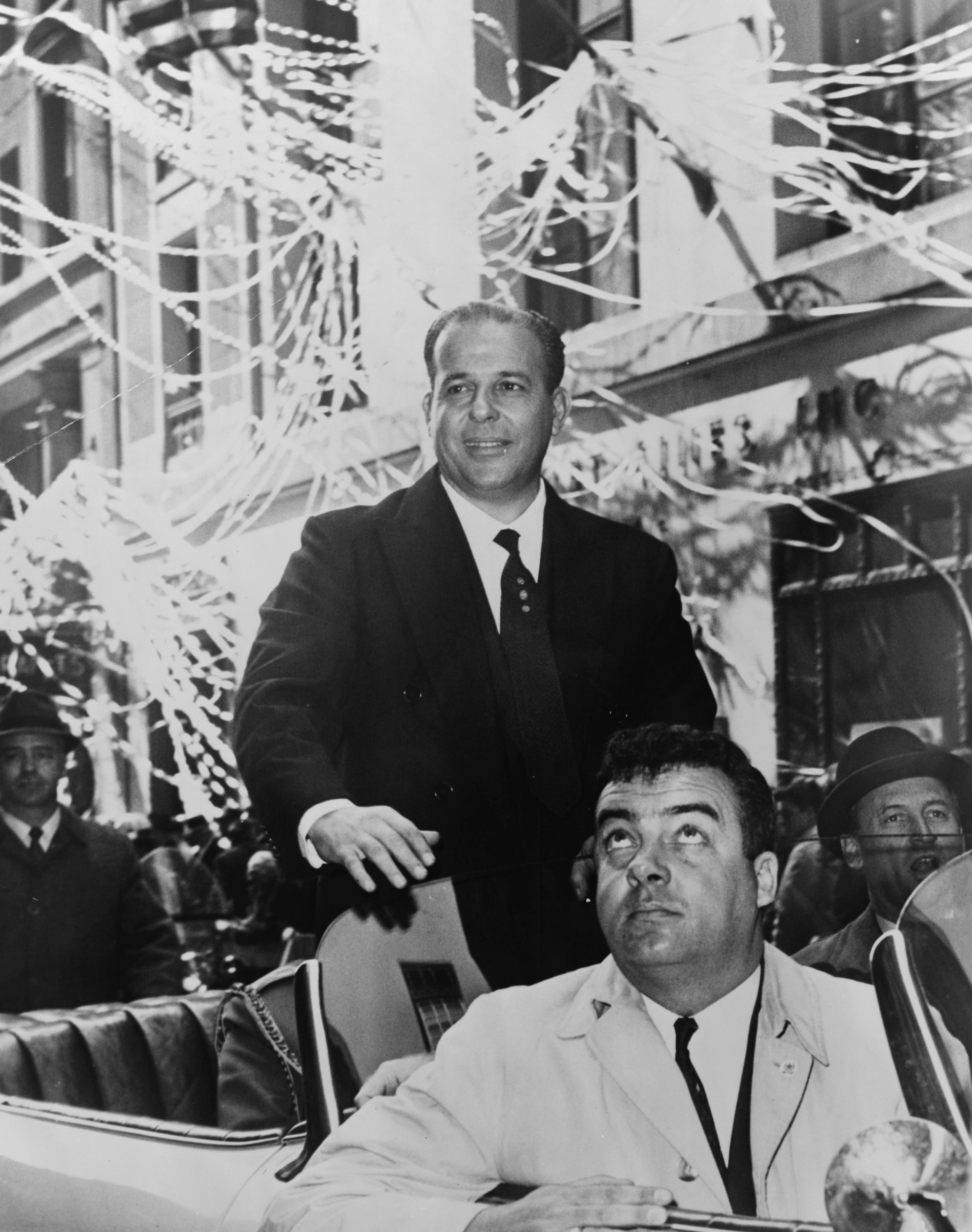
El president João Goulart visita als Estats Units, 1962.

Les Reformes de Base preveien la reforma agrària, tributària, administrativa, bancària i educativa, la nacionalització d'empreses estrangeres i l'aplicació de la Llei de Remissió d'Assoliments per controlar la remissió d'assoliments a les matrius d'empreses estrangeres. Al març de 1963, per exemple, l'Estatut del Treballador Rural, autoria del diputat Fernando Ferrari va ser aprovat al Congrés. A través d'aquest els treballadors del camp passaven a tenir els mateixos drets dels treballadors urbans. El govern tenia suport dels sindicats, de la Confederació General dels Treballadors - CGT - i dels comunistes i socialistes. A l'altre costat, s'oposaven a les Reformes grups d'empresaris, grans propietaris rurals, militars i sectors de la classe mitjana. Al Congrés, el president trobava forta oposició de la Unió Democràtica Nacional (UDN) i del Partit Social Demòcrata (PSD).
A més, Goulart es va esforçar per sostenir la política exterior no alineada de Jânio Quadros, amb èmfasi en la recerca del desenvolupament econòmic. Així, la "disputa Est-Oest" era substituït pel "conflicte Nord-Sud", allunyant-se de la Guerra Freda com a eix conductor de la política externa.
Les Reformes de Base i la "política exterior independent" eren considerades socialistes en un món cada vegada més polaritzat per la Guerra Freda, sobretot considerant que l'antecessor de Goulart, Jânio Quadros, havia estat pressionat fins a renunciar per haver buscat un acostament amb els països comunistes (sobretot Cuba i la República Popular Xina) sense trencar llaços amb els Estats Units. Com Brasil era fonamental per als interessos polítics del govern nord-americà i les decisions de política externa afectaven els seus interessos, les relacions entre els dos països van empitjorar. Washington va passar, llavors, a recolzar l'oposició al govern, fins i tot en l'elaboració d'un cop.
A l'octubre de 1963 una entrevista del governador Carlos Lacerda, d'oposició a Goulart, a un periodista nord-americà, en la qual atacava violentament el govern i també al president, començaria una nova crisi. Els militars van considerar l'entrevista ofensiva a les forces armades i van suggerir que Goulart decretés estat de setge. El president va donar suport a la idea, i va enviar la proposta al Congrés. No obstant això, el partit del govern, PTB, va decidir no donar suport a la idea, per témer la supressió de les llibertats polítiques. Sentint-se aïllat, el president va retirar la proposta, i va començar a perdre el control polític i militar de la situació. Molts militars graduats que s'havien negat a participar en la conspiració, van passar a donar suport als seus companys radicals. Al costat de totes les amenaces vingudes dels sectors de dreta, Goulart també s'enfrontava a un empitjorament de les seves relacions amb les forces d'esquerra, que van declarar en octubre que "el president João Goulart estava realitzant solament un govern d'interès exclusiu de les classes conservadores".
A inicis de 1964 l'economia de Brasil sofria greus problemes a causa de la reducció de la inversió i al cost de la intervenció estatal en l'economia nacional; la inflació s'elevava considerablement i la pugna política entre el president i l'oposició dretana augmentava. Entre les forces armades es projectava forçar al president Goulart a renunciar a les seves reformes i desplaçar de l'administració governamental als seus aliats d'esquerra; Goulart confiava encara en la lleialtat d'un grup d'oficials promoguts a alts llocs durant el seu mandat, i en la possibilitat que els seus partidaris podrien oposar resistència armada a una revolta militar.
El dia 13 de març de 1964 en una gran assemblea al costat de l'estació Central de ferrocarril en Rio de Janeiro, el president Goulart signava en plaça pública el decret d'expropiació de les refineries de petroli privades i autoritzava l'expropiació de terres vint quilòmetres a la vora de carreteres, ferrocarrils, rius navegables i preses. A més, demanava una nova constitució per al país. Al seu discurs van assistir aproximadament 130.000 persones.
Aquests decrets de 13 de març van provocar una reacció dels conservadors, que van organitzar les anomenades "Marxa de la Família amb Déu per la Llibertat". La primera d'elles va celebrar-se a São Paulo, el dia 19 de març, dia de Sant Josep Obrer, patró de la família. El principal organitzador de la marxa va ser el diputat Antônio Sílvio da Cunha Bueno, recolzat pel governador Adhemar de Barros, opositor a Goulart. La marxa va acabar al costat de la Catedral de la Sé, amb una missa "per la salvació de la democràcia".
Una assemblea de mariners en Rio de Janeiro el 25 de març de 1964 en demanda d'augment de salaris, va generar una ruptura gairebé total de João Goulart amb la jerarquia militar: dos mil mariners, comandats per José Anselmo dos Santos, que va ser conegut com el Cap Anselmo, estaven presents, i amb ells el diputat Leonel Brizola. El llavors Ministre de la Marina Sílvio Mota va ordenar la presó dels mariners que realitzaven l'assemblea i va enviar els Fuzileiros Navais (la policia de la marina) per efectuar les detencions dels amotinats. Els Fuzileiros, per contra, es van unir als rebels, amb el suport del seu comandant, Cândido Aragão. El dia 26 de març es va aconseguir un acord amb els amotinats, que es van rendir i immediatament van ser processats per insubordinació, però el president els va atorgar una amnistia poc després.
El 30 de març, el president Goulart va fer un improvisat discurs en l'Automòbil Club de Rio de Janeiro davant una tropa de sergents, i va reclamar suport militar per a les seves reformes. Això va ser el senyal d'actuar als colpistes.

## El cop d'Estat
En la nit del 31 de març el general Olímpio Mourão Filho, cap de la guarnició de Minas Gerais, va iniciar la revolta avançant amb les seves tropes cap a Rio de Janeiro, on es trobava llavors el president Goulart; a la tarda el cap d'estat major de l'exèrcit (amb base a Rio de Janeiro), el general Humberto de Alencar Castelo Branco, va tractar en va de detenir als colpistes en la seva marxa al·legant que no estava assegurat el suport de les tropes de São Paulo. El cap del 2n Exèrcit (amb base a São Paulo), general Amaury Kruel, va trucar per telèfon en la nit del dia 31 al president Goulart per demanar-li que renunciés o destituís els seus assessors d'esquerra però aquest s'hi va negar, recriminant al general Amaury Kruel per demanar-li una decisió humiliant per a un president, declarant fins i tot Goulart: "General, Vostè ha d'aferrar-se a les seves conviccions. Posi les seves tropes al carrer i traeixi'm públicament". Després de l'intent fallit del general Kruel, les tropes paulistes es van unir al cop.
Goulart va desestimar les primeres notícies de la revolta i va planejar resistir sobre la base de les divisions aquarterades en el sud de Brasil (la seva regió natal) que li eren lleials, comptant amb les tropes de Paraíba i Rio Grande do Sul. No obstant això, cap dels oficials amb què comptava Goulart va poder ser contactat: els colpistes havien triat una data on els possibles generals lleials a Goulart estaven de vacances, en descans, o fora de les seves guarnicions per algun motiu.
Sense opcions de resistir, João Goulart va sortir de Rio de Janeiro i va viatjar a Brasília al migdia de l'1 d'abril però allí va trobar que el Congrés, dominat per l'oposició dretana, planejava declarar la seva vacància, i es negava a recolzar-ho contra els colpistes. Aquesta mateixa tarda Goulart va volar a Porto Alegre en un avió de la força aèria planejant resistir al cop des d'allí i esperant que es definís el 1r Exèrcit (estacionat als afores de Rio de Janeiro). Mentrestant, Leonel Brizola li requeria una resistència armada al cop, però el president no va tenir èxit. Aquest mateix 1 d'abril a la tarda, el general Armando de Moraes Âncora, cap del 1r Exèrcit, intentava oposar-se a la revolta però davant el risc de deslligar un combat entre soldats brasilers (situació que tots els caps militars anhelaven impedir) va desistir de la seva obstinació i unia les seves forces a les del general Amaury Kruel als afores de Rio de Janeiro.
En la matinada del 2 d'abril el president del Congrés, Auro Soares de Moura Andrade, va aconseguir que la majoria parlamentària destituís João Goulart al·legant que havia escapolit del país i va aconseguir que nomenés president al cap de la cambra de diputats, Ranieri Mazzilli, encara que els congressistes aliats del president van qüestionar la veracitat de tal notícia i la mateixa legalitat de la destitució.
El destituït Goulart es va mantenir en Porto Alegre amb el general Argemiro de Assis Brasil, el seu aliat i ajudant de camp, planejant possibilitats de resistir el cop al costat de Leonel Brizola i al general Ladário Teles, cap del 3r Exèrcit amb base a Porto Alegre; no obstant això, Goulart desitjava evitar una lluita entre soldats brasilers i ser considerat culpable d'una guerra civil, per la qual cosa va rebutjar demanar a l'aviació que bombardegés als colpistes o que mariners lleials al govern avancessin sobre Rio de Janeiro per arrestar als colpistes. En el matí del 2 d'abril el general colpista Floriano Machado va informar a João Goulart que les tropes revoltades havien pres Curitiba sense resistència i es dirigien a Porto Alegre, instant a l'enderrocat president a sortir del país baix risc de ser arrestat.
Davant això Goulart va fugir a la seu hisenda familiar, situada a la frontera amb Uruguai poc abans del migdia del 2 d'abril. En les hores següents, el cop va triomfar definitivament, sense que dins de les forces armades sorgissin moviments en defensa del president deposat. Goulart es va resistir a la idea de sortir de Brasil fins que la seva situació es va fer insostenible, i es va veure obligat a creuar la frontera uruguaiana el 4 d'abril.
Les principals ciutats brasileres van ser ocupades per soldats armats, tancs i cotxes militars. A la ciutat de Rio de Janeiro, la seu de la Unió Nacional dels Estudiants - UNE - va ser incendiada. Les associacions que recolzaven Goulart van ser ocupades per soldats, entre elles els sindicats i les seus de partits polítics. El Congrés, sota pressió militar, designaria el general Humberto de Alencar Castelo Branco com a president de Brasil el 15 d'abril de 1964.

## Dictadura militar
Després del cop, va començar al Brasil una dictadura militar que va durar fins a l'elecció de Tancredo Neves el 1985. El cop va ser àmpliament recolzat per periòdics com O Globo, Jornal do Brasil i Diário de Notícias, per gran part dels empresaris, dels propietaris rurals, part de l'Església Catòlica, diversos governadors d'estats importants (com Carlos Lacerda de Guanabara, José de Magalhães Pinto, de Minas Gerais, i Adhemar de Barros, de São Paulo) i amplis sectors de classe mitjana. Un dels motius per al cop va ser la campanya que aquests mitjans de comunicació van fer, amb la intenció de convèncer les oligarquies que Goulart portaria Brasil a un govern similar al de la Unió Soviètica i de la República Popular de la Xina, és a dir, comunista, cosa no admissible a l'ocasió, mentre es deia que "el que és bo per als Estats Units és bo per a Brasil". Els propietaris de terres i els empresaris també desitjaven veure el control de la crisi econòmica. El temor a l'adopció d'un règim d'esquerra era compartit pels Estats Units, de manera que el govern nord-americà va oferir suport logístic de la seva flota naval en l'oceà Atlàntic per a auxiliar als colpistes en cas que es precipités una resistència armada de Goulart o els seus aliats contra el cop. La notícia del cop va ser rebuda amb alleujament pel govern de Washington, satisfet per saber que Brasil no seguiria el mateix camí de Cuba.

El mariscal Humberto de Alencar Castelo Branco, primer president militar després d'1 d'abril de 1964.

Des del principi del cop ja quedava clara la diferència d'opinions entre militars que desitjaven mesures més radicals contra la "subversió" i promovien una llarga permanència en el poder, i uns altres que pensaven en una intervenció més "moderada", - similar a l'ocorregut en 1930, 1945 i 1954 - i la ràpida volta dels civils al poder. Els més radicals es van agrupar al voltant del general Artur da Costa e Silva, mentre els més moderats es van sumar al mariscal Humberto de Alencar Castelo Branco.
Les forces armades de Brasil van instal·lar un règim que mantenia superficialment les institucions democràtiques prèvies, com el parlament i el sufragi universal, però va impedir als seus detractors l'exercici de drets polítics bàsics (com el de votar i ser candidat electoral) mitjançant decrets anomenats Actes Institucionals.
Castelo va assumir el poder el 15 d'abril de 1964, però gradualment a partir de l'any següent el règim es va endurir. Un Acte Institucional va tornar indirecta les eleccions presidencials, i polítics com Juscelino Kubitschek, i fins al mateix Carlos Lacerda i Adhemar de Barros - civils que van donar suport al cop - van tenir els seus drets polítics suspesos. Més endavant, també es va impedir les eleccions per a governadors d'estat per vot directe. Els antics partits polítics van ser suprimits i només dos van ser permesos: un de suport al govern (ARENA) i un altre d'oposició (MDB). Els caps militars es van abstenir de designar un dictador de trets cabdillistes, i van preferir establir un sòlid domini autocràtic sobre la política brasilera, en aliança amb molts capos polítics de dreta, suspenent cada vegada més els drets i llibertats individuals, mentre l'oposició al govern, principalment per part d'estudiants i grups d'esquerra més radicals, creixia. També va ser implantada una forta censura als mitjans de comunicació perquè fets contraris al règim no fossin divulgats. A partir de finals dels anys 1960, les policies i Forces Armades van començar a arrestar, torturar i eliminar opositors identificats com a "comunistes".
Aquest cop d'Estat s'interpreta com a part de la Guerra Freda i com resposta a la percepció de l'amenaça comunista en el continent americà.